# Lensafløsningen
Lensafløsningen var en proces, hvorunder len, stamhuse og andre majorater afskaffedes. En lang række af Danmarks største godser var fra den tidlige enevælde blevet samlet i grevskaber, baronier og stamhuse, der gik udelt i arv til ejerens førstefødte søn, eller til den nærmeste mandlige arving hvis der ikke var sønner. Som følge af en lov i 1919 blev disse særordninger ophævet, og en del af godsernes jord solgt fra til oprettelse af statshusmandsbrug.
Ved vedtagelsen af lensafløsningsloven eksisterede der i alt 74 majorater med jord: 21 grevskaber, 14 baronier, 31 stamhuse og otte fideikommisgodser og slægtsgodser.

## Forløbet op til loven
I en såkaldt løfteparagraf i Grundloven af 1849 blev len og stamhuse ophævet. Meningen var, at lenene skulle gøres frie. Det vil sige, at arveretten til ejendommene fremover skulle følge de almindelige arveregler. Samt at ejendommene kunne sælges på det fri ejendomsmarked.
Spørgsmålet om afløsning af lenene var dog kontroversielt, da godsejerklassens økonomiske og politiske magt afhang af, at de store godskomplekser forblev samlede.
Partiet Højre, der var ved magten fra 1865 til systemskiftet i 1901, forsvarede godsejernes ret til selv at forvalte deres ejendom. Med henvisning til, at godsejerne ofte brugte en del penge på sygepleje, skolegang og andre alment fremmende initiativer til gavn for egnens borgere, argumenterede Højre også for lenenes samfundsnyttige værdi.
Godsejerne var af både følelsesmæssige og økonomiske grunde utilbøjelige til at ophæve lenene. Derfor undlod godsejerne at gennemføre grundlovens løfteparagraf, mens de stadig havde den politiske magt og kunne have afløst lenene på favorable vilkår for besidderne.
Efter systemskiftet i 1901 kom der på ny fokus på jordreformer, og afløsningen af lenene fremstod efterhånden som en nærliggende mulighed for at skaffe jord til jordløse husmænd og landarbejdere. I 1909 blev nedsat en lenskommission, der afgav betænkning i 1913. Vigtigere blev imidlertid en landbokommission, der blev nedsat i 1911 for at se på en lang række af landbrugets forhold. Den var blandt andet interesseret i mulighederne for at skaffe jord til mindre brug, og i dens betænkning fra 1916 blev de tanker formuleret, der blev grundlag for loven om lensafløsningen. Det radikale Venstre, der havde tætte bånd til husmandsbevægelsen, havde overtaget regeringsmagten i 1913, hvilket også gjorde, at lensafløsningen kom højt på den politiske dagsorden.
Landbokommissionen foreslog, at afløsningen skulle ledsages af dels en afgift på 10 %, dels et tvunget frasalg af en fjerdedel af de berørte godsers jord til staten mod erstatning. Denne model blev grundlaget for de videre overvejelser, hvor meget af den politiske debat kom til at handle om størrelsen af afgift og bortsalg.

## Lensafløsningsloven
Regeringen fremsatte i 1919 et lovforslag, der regnede med en afgift til statskassen på enten 20 eller 25 % af majoratets værdi. Fra regeringens side blev afgiften bl.a. begrundet med, at jordbesiddernes formuer var vokset kraftigt under krigen, uden at det skyldtes nogen særlig indsats fra deres side. Under forhandlingerne om lensafløsningsloven i Folketinget støttede De Radikale og Venstre dette forslag, mens Socialdemokratiet foreslog en afgift på 50 % af majoratets værdi, og De Konservative trods principielle betænkeligheder ved en afgift ud fra en pragmatisk tilgang anbefalede et niveau på 15 %. Lensafløsningen gennemførtes i skyggen af den russiske revolution i 1917 og de revolutionære tilstande i Tyskland lige efter 1. verdenskrig, hvilket givetvis har påvirket stemningen, så ingen forestillede sig, at en løsning uden en statslig afgift var realistisk. Den endelige lov blev vedtaget i Folketinget med 53 stemmer for og 25 imod. Socialdemokraterne og nogle konservative stemte imod, mens Venstre, de radikale og andre konservative, deriblandt Asger Karstensen, stemte for.
Med loven blev alle majoratsejere, der ønskede afløsning, påbudt at indbetale 25 % af ejendoms-, jord- og interiørværdien til statskassen, hvis ejendommene ved mandslinjens uddøen skulle være hjemfaldet til staten og 20 %, hvis dette ikke var tilfældet. Det var i princippet frivilligt at gå med til afløsning, men undlod ejerne det, skulle de betale hhv. 1,2 % og 1 % af lenets værdi i løbende årlig afgift til staten. Derfor gik samtlige ejere med til at gennemføre afløsningen over en relativt kort årrække, og de sidste majorater afløstes i 1930.
Som en del af lensafløsningen fik Statens Jordlovsudvalg ret til at erhverve op til 1/3 af godsets jorder mod en erstatning, der dog med den danske jurist og retshistoriker Ditlev Tamms ord "kun med god vilje kunne siges at være fuldstændig". Tamm tager i det hele taget afstand fra processen og især den statslige afgift, som han kommenterer med ordene:
"At et så simpelt lovindgreb skulle afføde en afgift til staten kunne være svært at begrunde med andet end grådighed, manglende respekt for ejendomsretten og politisk ligegyldighed over for en samfundsklasse, der identificeredes med rigdom og lediggang, og som måtte anses for frit bytte, når nye magthavere trådte til".

## Retsligt efterspil
I de næste år fulgte et retsligt efterspil. Godsejerne og konservative kredse mente, at den fri ejendomsret var tilsidesat med håndteringen af lensafløsningen. Det fik to af de større godsejere, Christian Sehestedt-Juul III og Oscar Preben Fritz Leopold Løvenskiold, til at lægge sag an mod staten i en koordineret aktion. Deres påstand var, at loven var i strid med grundlovens sikring af ejendomsretten og derfor burde omstødes af domstolen. De fik begge medhold i Landsretten, men tabte i Højesteret. Her skelede dommerne i høj grad til flertalsstemningen i rigsdagen i deres fortolkning af Grundloven. De tolv højesteretsdommere havde dog ikke været enige. Ifølge voteringsprotokollerne fordelte holdningen sig med henholdsvis 8-4 og 9-3 mod stadfæstelse af landsrettens dom i de to sager. Et mindretal af dommerne mente altså, at loven var grundlovsstridig; en enkelt talte således om "konfiskation" under voteringen.

## Konsekvenser af lensafløsningen
Lov nr. 563 af 4. oktober 1919 om lens, stamhuses og fideikommisgodsers samt de derhen hørende fideikommiskapitalers overgang til fri ejendom – lensafløsningsloven – fik store konsekvenser for en lang række af landets store godser. Lensafløsningen betød afslutningen på den centrale økonomiske, politiske, sociale og kulturelle rolle, som de danske majorater havde indtaget gennem de foregående to-tre århundreder, samtidig med at den skabte grundlaget for 2300 nye husmandsbrug og gav 750 eksisterende, mindre brug tillægsjord, så de nåede op på en mere realistisk driftsøkonomisk størrelse. I alt blev 74 jordmajorater og 42 båndlagte kapitaler (dvs. såkaldte substitutioner og pengefideikommiser, formuer bestående af andre værdier end jord, der havde fulgt de samme særlige arveregler og også blev omfattet af den nye lov) afløst i tiåret efter lovens vedtagelse.
Adskillige af de store godser havde tidligere udgjort små mini-samfund, som også var ansvarlige for de ansatte og deres børns sundhed, uddannelse og sociale sikring, også efter arbejdslivets ophør. Et godt eksempel herpå var Grevskabet Langeland, som stod for driften af en lang række skoler og sundhedsmæssige tiltag for grevskabets ansatte, ligesom godsets ældre medarbejdere kunne overgå til overkommelige arbejdsopgaver – f.eks. i slotsparken – når kræfterne begyndte at aftage.
Denne type af funktioner ophørte med lensafløsningen, hvor alle berørte godser blev økonomisk pressede i en sådan grad, at de var nødsaget til at koncentrere de økonomiske ressourcer om at få den tilbageblevne landbrugsdrift til at fungere. Det offentlige overtog herefter de sociale og uddannelsesmæssige opgaver, som godserne tidligere havde haft ansvaret for.
På det kulturelle område betød lensafløsningen, at adskillige godser måtte frasælge væsentlige dele af deres historiske indbo for at betale statsafgiften. En hel del indbo blev i den forbindelse opkøbt af Frederiksborgmuseet, hvis direktør Otto Andrup spillede en væsentlig rolle i værdiansættelsen og forhandlingerne om det offentliges kulturhistoriske interesse i de mange værdier, der var samlet på en række af herregårdene og slottene. Hovedparten af det frasolgte indbo forsvandt dog ud i fri handel.
Dette gjaldt i særlig grad for nogle af de godskomplekser, som faldt helt fra hinanden som følge af de nye arveregler og det økonomiske dræn, som lensafløsningen samtidig medførte. Til denne gruppe hørte Gammel Estrup, hvis rige interiør, opbygget gennem ca. 600 års ubrudt arvegang i slægterne Brock og Skeel/Scheel, i 1926 blev solgt på en række auktioner, inden selve godset og hovedbygningen også blev solgt af arvingerne efter lensgreve Christen Scheel. Noget tilsvarende var tæt på at ske med Rosenholm, en anden af de meget gamle besiddelser for den danske højadel, som havde været i slægten Rosenkrantz' eje, siden dets opførelse blev påbegyndt i 1559. Efter lensbaron Hans Rosenkrantz' død i 1936 blev selve godset samt skoven solgt, men Hans Rosenkrantz' hustru af første ægteskab, lensbaronesse Christiane Rosenkrantz (født komtesse Wedell-Wedellsborg), købte for egne midler hovedbygningen samt den omgivende park og sikrede den dermed for slægten, selvom dens økonomiske fundament i land- og skovbruget var borte. Frederiksborgmuseet opkøbte samtidig, støttet af Carlsbergfondet, en stor del af indboet, herunder væsentlige dele af den enestående portrætsamling og lod en betydelig del deponere på stedet. Dog blev et stort antal portrætter overført til Frederiksborgmuseet. En række nødlidende godser blev i forbindelse med lensafløsningen overtaget helt af Statens Jordlovsudvalg. Det gjaldt f.eks. slægten Bille-Brahe-Selbys godser Hvedholm og Østrupgård på Fyn.
I alt var det godt en tredjedel af majoraterne, som ikke overlevede mellemkrigstiden som slægtsgodser. Selvom restejendommen efter afløsningen i mange tilfælde stadig var anselig og fra starten sjældent særlig behæftet med gæld, var mellemkrigsårene hårde for landbruget, og mange af godsejerne formåede ikke at omstille sig til de nye forhold, der krævede besparelser på udgifterne såvel i hovedbygning som drift.
Juristen Ditlev Tamm og historikeren John Erichsen beskriver lensafløsningen og den tilhørende udstykning med disse ord:
"De mange husmandsudstykninger som følge af oktoberlovene var formentlig den største omfordeling af jord, der var gennemført i Danmark siden landboreformerne i slutningen af det 18. århundrede. Jord, der i århundreder var indgået i store godskomplekser og havde tilhørt slægter som Ahlefeldt, Bertouch-Lehn, Brahe, Danneskiold-Samsøe, Holstein, Lerche, Lehn og Reventlow m.fl., blev nu overtaget af nybagte husmænd med navne som Andersen, Hansen, Jensen, Nielsen, Olsen, Pedersen og Sørensen, der dyrkede deres jord i småbrug på få hektar".